# Tibouchina estrellensis
Tibouchina estrellensis är en tvåhjärtbladig växtart som först beskrevs av Giuseppe Raddi, och fick sitt nu gällande namn av Célestin Alfred Cogniaux. Tibouchina estrellensis ingår i släktet Tibouchina och familjen Melastomataceae. Inga underarter finns listade i Catalogue of Life.